# Pterapogon mirifica
A Pterapogon mirifica a sugarasúszójú halak (Actinopterygii) osztályához a sügéralakúak (Perciformes) rendjéhez, ezen belül a kardinálishal-félék (Apogonidae) családjához tartozó faj.

## Előfordulása
A Pterapogon mirifica elterjedési területe az Indiai-óceán keleti részén van. Ausztrália vizeinek endemikus hala.

## Életmódja
Ez a trópusi hal, a korallzátonyok lakója. Az árapály térségben keletkezett tavakban is megél. Éjszaka tevékeny.